# 리오 틴토
리오 틴토 그룹(Rio Tinto Group, 오스트레일리아: RIO, 런던: RIO, NYSE: RTP)은 1873년에 최초로 설립된 다국적 광산 및 자원업체이다.
1995년 이래로 리오 틴토는 이중상장기업이다. 리오 틴토 유한회사(Rio Tinto Limited, 前 CRA)는 오스트레일리아 증권거래소에 상장되어있고, 리오 틴토 공개유한회사 (Rio Tinto Public Limited Company, 前 RTZ)는 런던 증권거래소와 뉴욕 증권거래소에 상장되어있다. 두 회사는 일원화된 위원회에 의해 단일 경제체로 관리되고 있으며, 각 회사의 주주는 각각 동일한 투표권과 배당금이 주어진다. RTZ의 주주들은 주로 런던에서 관리되고 있는 이 새 단일체의 76.7퍼센트를 이루었다.

## 경쟁사
- BHP
- 발레